# آلمان در المپیک تابستانی ۲۰۰۸
آلمان در بازی‌های المپیک تابستانی ۲۰۰۸ که در شهر پکن چین برگزار شد، کاروان آلمان با ۴۶۳ ورزشکار در این رقابت‌ها شرکت کرد و موفق به کسب ۴۱ مدال (۱۶ طلا، ۱۰ نقره، ۱۵ برنز) شد. در جدول رتبه‌بندی توزیع مدال‌ها، آلمان در ردهٔ ۵ مسابقات قرار گرفت.